# 51 Piscium
51 Piscium è una Stella bianco-azzurra di sequenza principale, situata a circa 264 anni luce dalla Terra nella costellazione dei Pesci, di magnitudine apparente 5,69 e assoluta 1,15.
La sua velocità radiale positiva indica che la stella si sta allontanando dal sistema solare.

## Occultazioni
Per la sua posizione prossima all'eclittica, è talvolta soggetta ad occultazioni da parte della Luna e, più raramente, dei pianeti, generalmente quelli interni.
L'ultima occultazione da parte di un pianeta avvenne rispettivamente il 28 marzo 2005 (Mercurio).
L'ultima occultazione lunare avvenne il 3 settembre 2012, mentre la prossima occultazione lunare avverrà il 23 novembre 2012.